# نادر علی‌اف
نادر علی‌اف (ترکی آذربایجانی: Nadir Alış oğlu Əliyev; ۳۰ ژوئیهٔ ۱۹۶۲ – ۲۲ ژوئیهٔ ۱۹۹۳) فرد نظامی بود. او که قهرمان ملی جمهوری آذربایجان است و از کشته‌شدگان جنگ قره‌باغ بود.

## زندگی‌نامه
نادر علی‌اف ۳۰ ژوئیه سال ۱۹۶۲، در روستای علی‌آغالی شهرستان آق‌دام در آذربایجان شوروی متولد شد. وی دانش‌آموخته دانشگاه پلی‌تکنیک باکو بود. بعدها وارد آکادمی وزارت امنیت ملی جمهوری آذربایجان و در سال ۱۹۹۱ از آنجا فارغ‌التحصیل شد. سپس به ادامه تحصیل در رشته حقوق دانشگاه دولتی باکو پرداخت و در سال ۱۹۹۳ از این دانشگاه دانش‌آموخته گردید. او ابتدا از ماه سپتامبر تا دسامبر ۱۹۹۱، به عنوان کارآگاه ارشد در یگان وزارت امنیت در شهرستان «آق‌دره» و سپس در سال ۱۹۹۲ در بخش اداره وزارت امنیت ملی قره‌باغ در شهرستان «آق‌دره» مشغول به کار شد.

## جنگ قره‌باغ
در سال ۱۹۹۳، نادر علی‌اف به عنوان کارآگاه ارشد در اداره وزارت امنیت ملی در آق‌دام گماشته شد. پس از شروع جنگ قره‌باغ او به صورت داوطلبانه از وزارت امنیت ملی درخواست اعزام به جبهه جنگ نمود. به عنوان عضو نیروهای ویژه وزارت امنیت در نبردها بر سر روستای سرخان‌وند شهرستان «آق‌دره» حضور یافت. در نبردها برای ده «قیاس‌لی» آقدام به خاطر اینکه به اسارت نیروهای ارمنستان درنیاید، تا آخرین لحظه ایستادگی کرده و سرانجام از سوی نظامیان ارمنستان در میدان جنگ کشته شد. جنازه‌اش در خیابان شهداء باکو دفن شد.

## خانواده
نادر علی‌اف متأهل و دارای دو فرزند بود.

## نشان
بر اساس فرمان شماره ۲۱۸ رئیس‌جمهوری آذربایجان مورخ ۹ اکتبر ۱۹۹۴، پس از مرگش از نادر علی‌اف با اعطاء نشان قهرمان ملی این کشور تقدیر شد.

## بزرگداشت
- مدرسه شماره ۲۸۲ در رایون سوراخانی باکو وامدار نام نادر علی‌اف می‌باشد.
- روی ساختمان محل سکونت نادر علی‌اف تندیس وی نصب شده‌است.